# Rémi Cuche
Rémi Cuche (25 aprile 2000) è uno sciatore alpino svizzero.

## Biografia
Rémi Cuche è nipote di Didier e fratello di Robin, a loro volta sciatori alpini; specialista delle prove veloci attivo dal novembre del 2016, in Coppa Europa ha esordito il 29 novembre 2021 a Zinal in supergigante (14º) e ha conquistato il primo podio l'11 gennaio 2024 a Saalbach-Hinterglemm nella medesima specialità (2º). Non ha debuttato in Coppa del Mondo e non ha preso parte a rassegne olimpiche o iridate.

## Palmarès

### Coppa Europa
- Miglior piazzamento in classifica generale: 56º nel 2024
- 1 podio:
  - 1 secondo posto